# Damián Fernández Calderón
Damián Fernández Calderón va ser un polític i militar espanyol.

## Biografia
Oriünd de Llangréu, va ser membre del Partit Comunista d'Espanya (PCE).
A l'esclat de la Guerra civil va formar part de la columna asturiana que es va dirigir cap a Madrid, si bé va haver de tornar a Astúries davant la revolta d'Oviedo pel perill que corria la resta de la regió. Va arribar a manar el batalló «Sang d'Octubre» —amb el qual va ocupar la muntanya Naranco—, així com l'11a Brigada asturiana. Posteriorment va exercir el comandament de la 5a Divisió asturiana. A la caiguda del front Nord va tornar al territori republicà. El 15 d'agost de 1938 va ser nomenat comandant de la 41a Divisió, situada al front d'Extremadura. Després del final de la contesa va marxar a l'exili, instal·lant-se a la Unió Soviètica.
Durant la Segona Guerra Mundial va arribar a aconseguir el rang de tinent coronel de l'Exèrcit soviètic.